# Palaemonidae
Famille
Les Palaemonidae constituent une vaste famille de petites crevettes (crustacés décapodes). 

## Description et caractéristiques
Elle a été créée par Constantine Samuel Rafinesque (1783-1840) en 1815, et contient actuellement 143 genres (divisés en deux sous-familles), ce qui en fait un groupe particulièrement diversifié au sein des arthropodes marins ou d'eau douce. 
Ce sont des crevettes fines et élancées, généralement benthiques et équipées de longues pinces fines (qui peuvent avoir régressé chez certaines espèces). Elles sont principalement carnivores, et se nourrissent de petits invertébrés. On trouve des espèces de cette famille dans presque n'importe quel habitat aquatique sauf les abysses. 
Le genre le plus connu est sans doute Macrobrachium, qui contient des espèces commerciales comme Macrobrachium rosenbergii (consommée comme fruit de mer mais aussi élevée en aquarium). C'est également dans ce genre qu'on trouve les plus grosses espèces de la famille, pouvant mesurer jusqu'à 30 cm de long et équipées de grosses pinces : cependant, elle demeurent des crevettes et non pas des écrevisses (parmi les différences, c'est ici la seconde paire de pattes qui est transformée en pinces). La plupart des espèces de cette famille ne mesurent toutefois que quelques centimètres, parfois moins d'1 cm. 
Les espèces du groupe des Pontoniinae habitent principalement les récifs de corail, où une grande partie des espèces adopte un comportement de « crevette nettoyeuse » et se nourrit des parasites ou des peaux mortes de plus gros animaux, et d'autres sont symbiotiques d'animaux lents (échinodermes, cnidaires, mollusques...).

## Liste des sous-familles
Selon World Register of Marine Species (11 janv. 2013) :

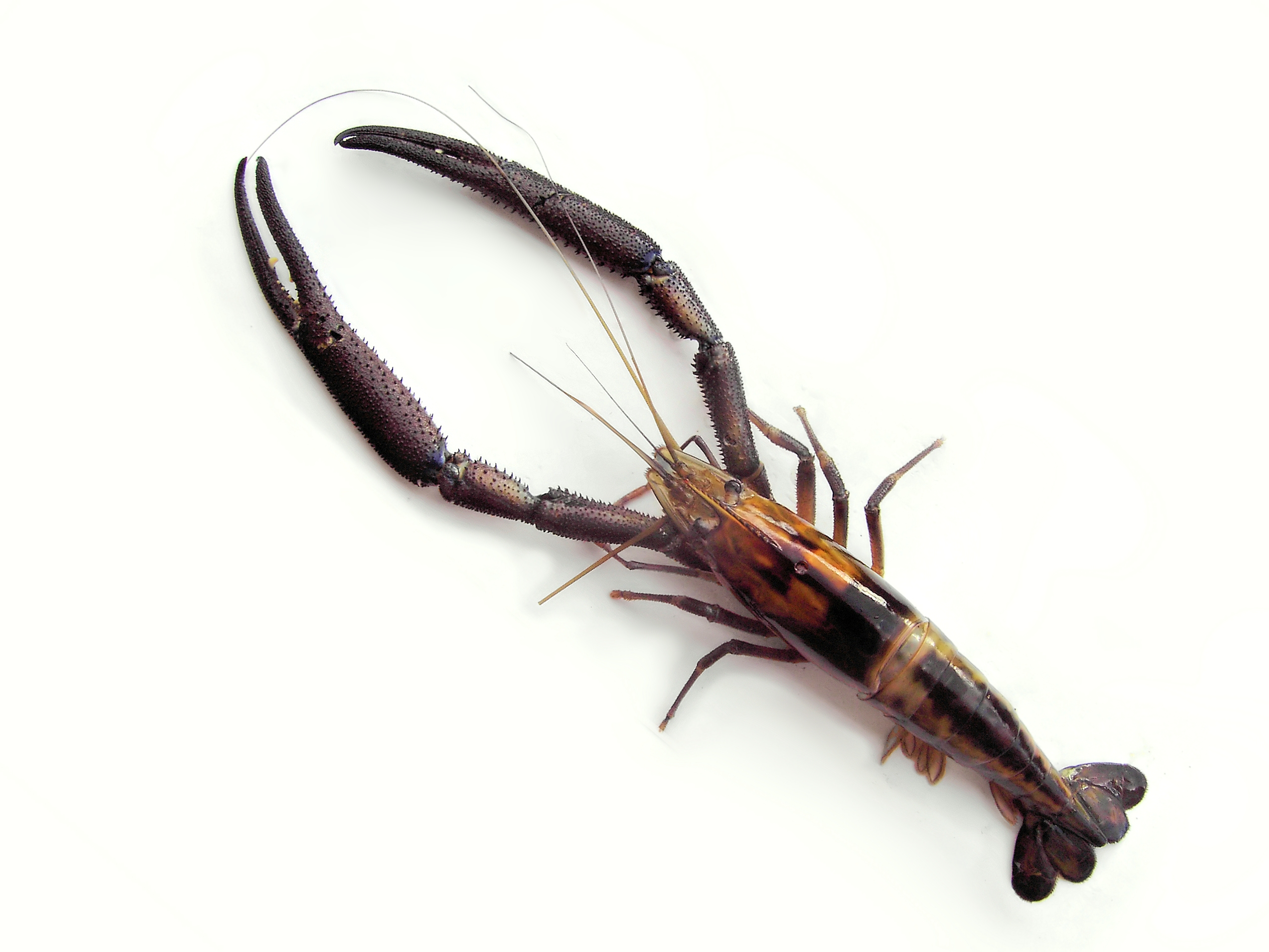
Macrobrachium carcinus

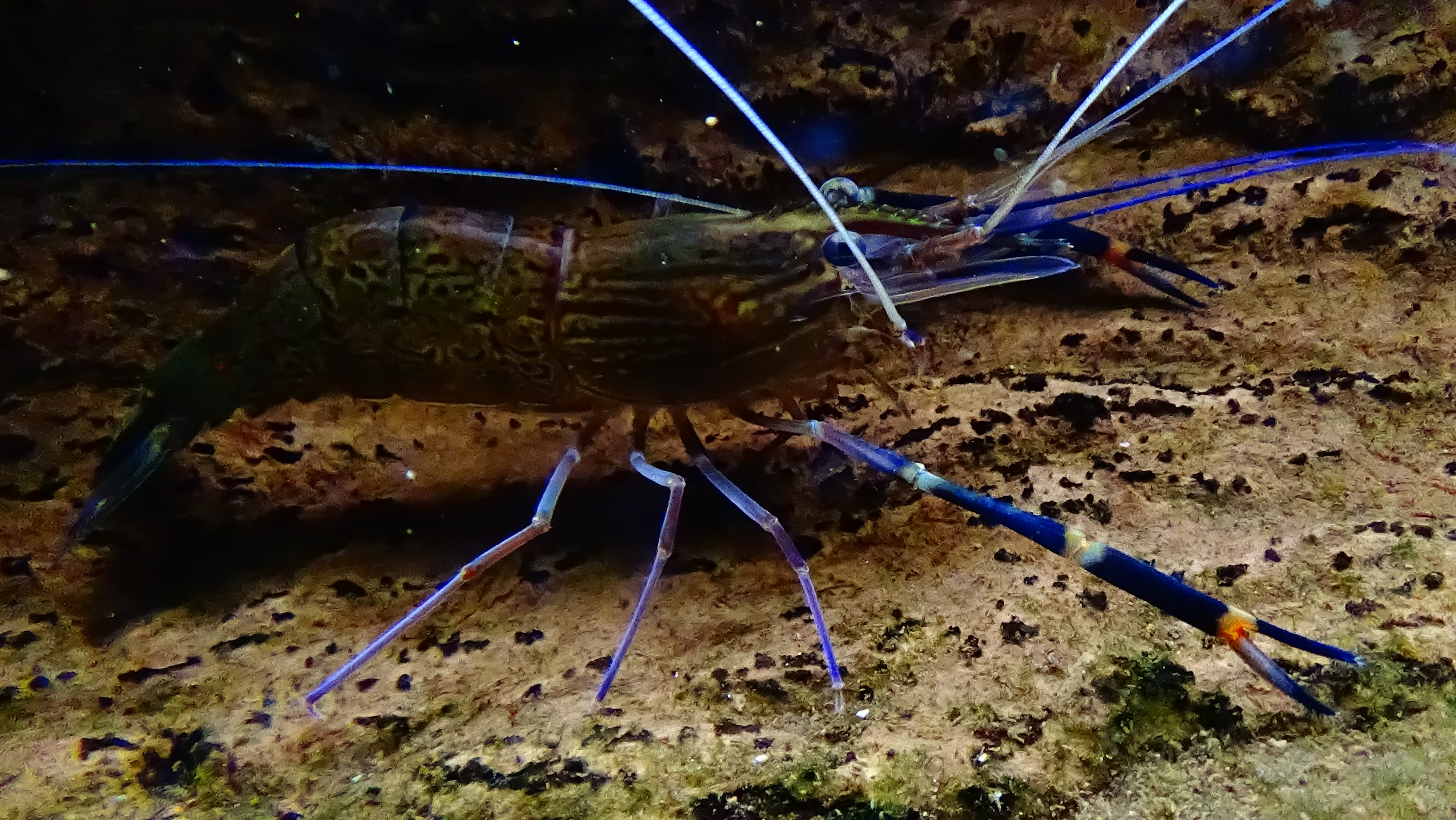
Macrobrachium rosenbergii

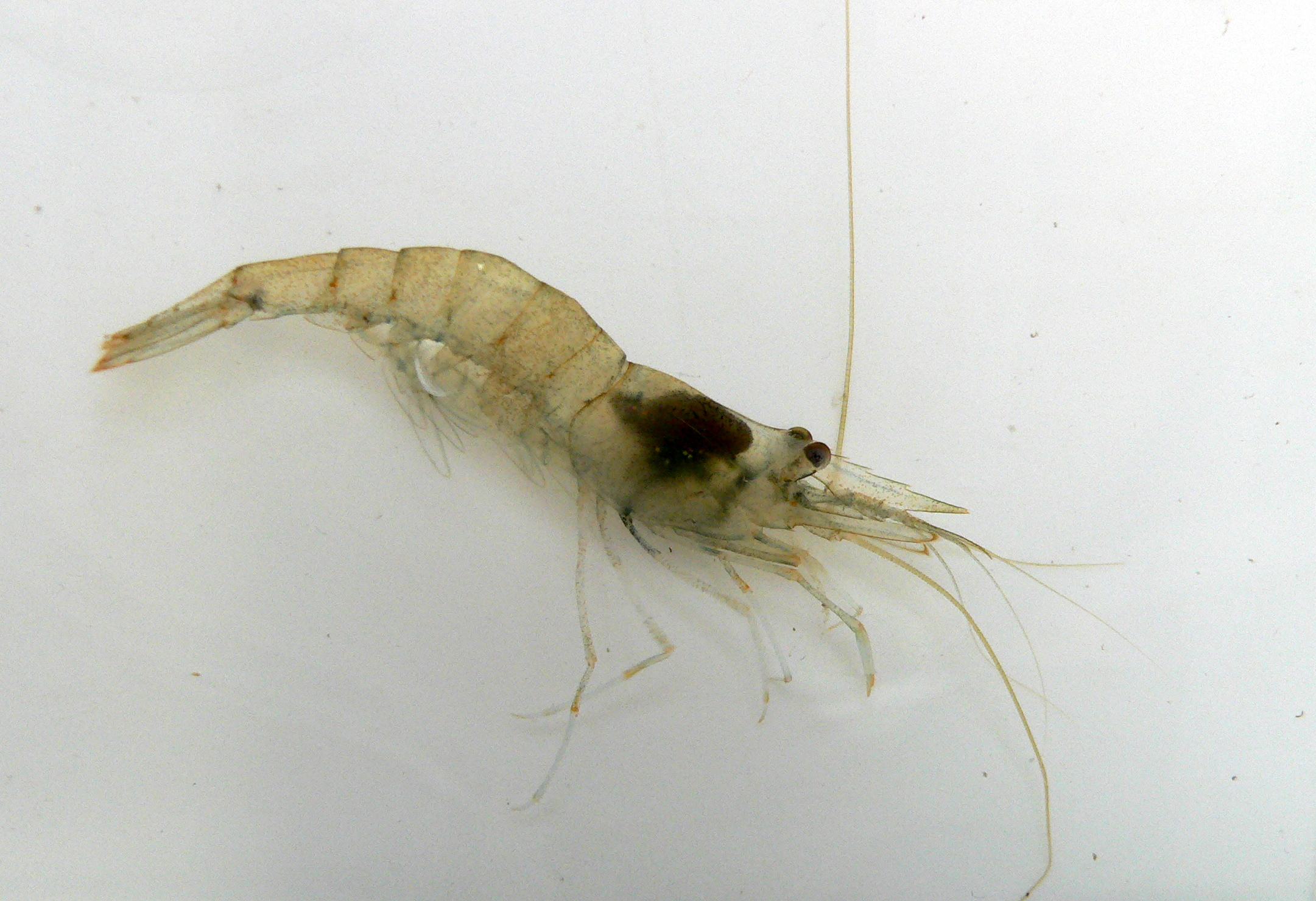
Un individu de Palaemonetes varians.

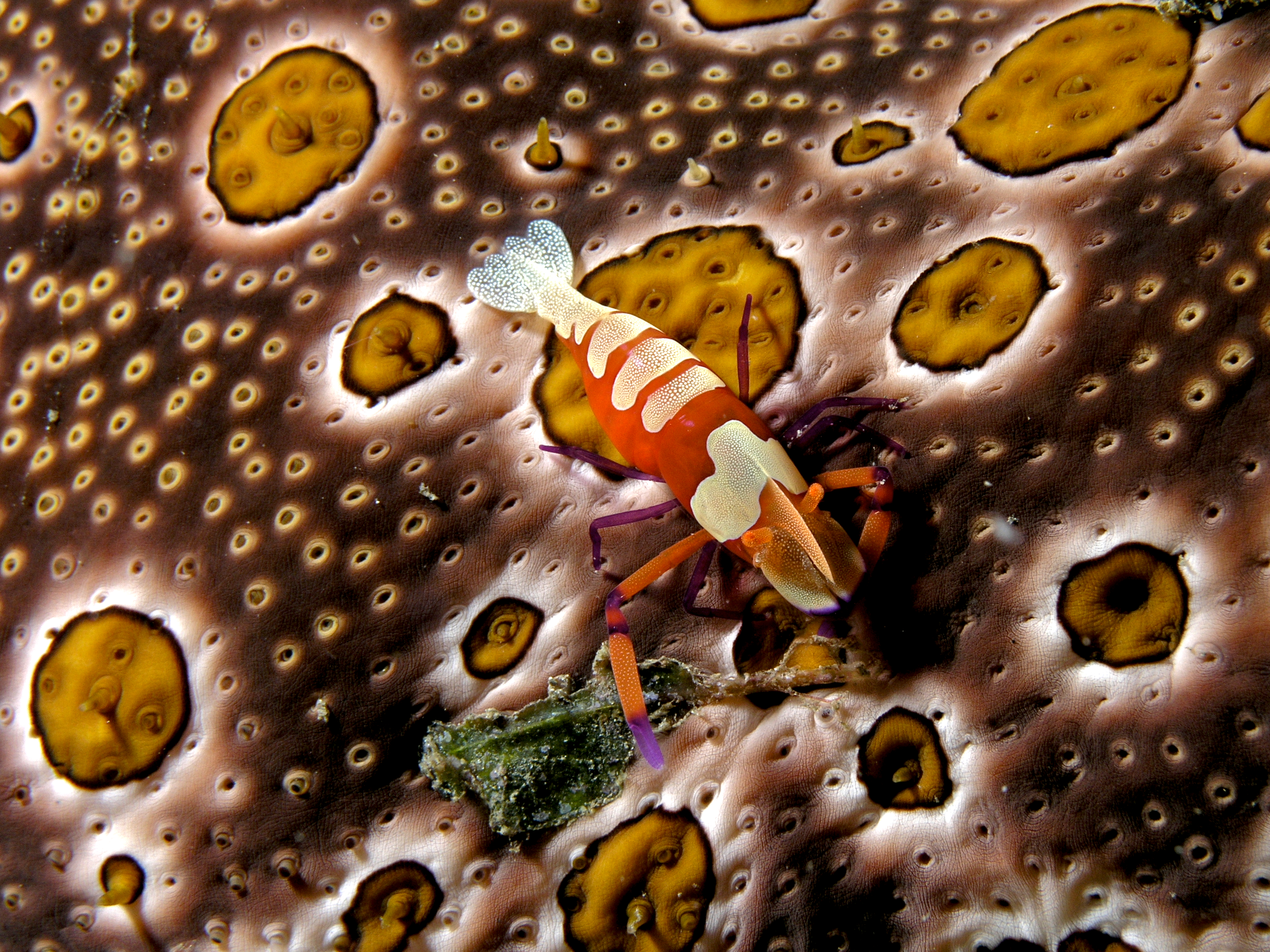
Periclimenes imperator.

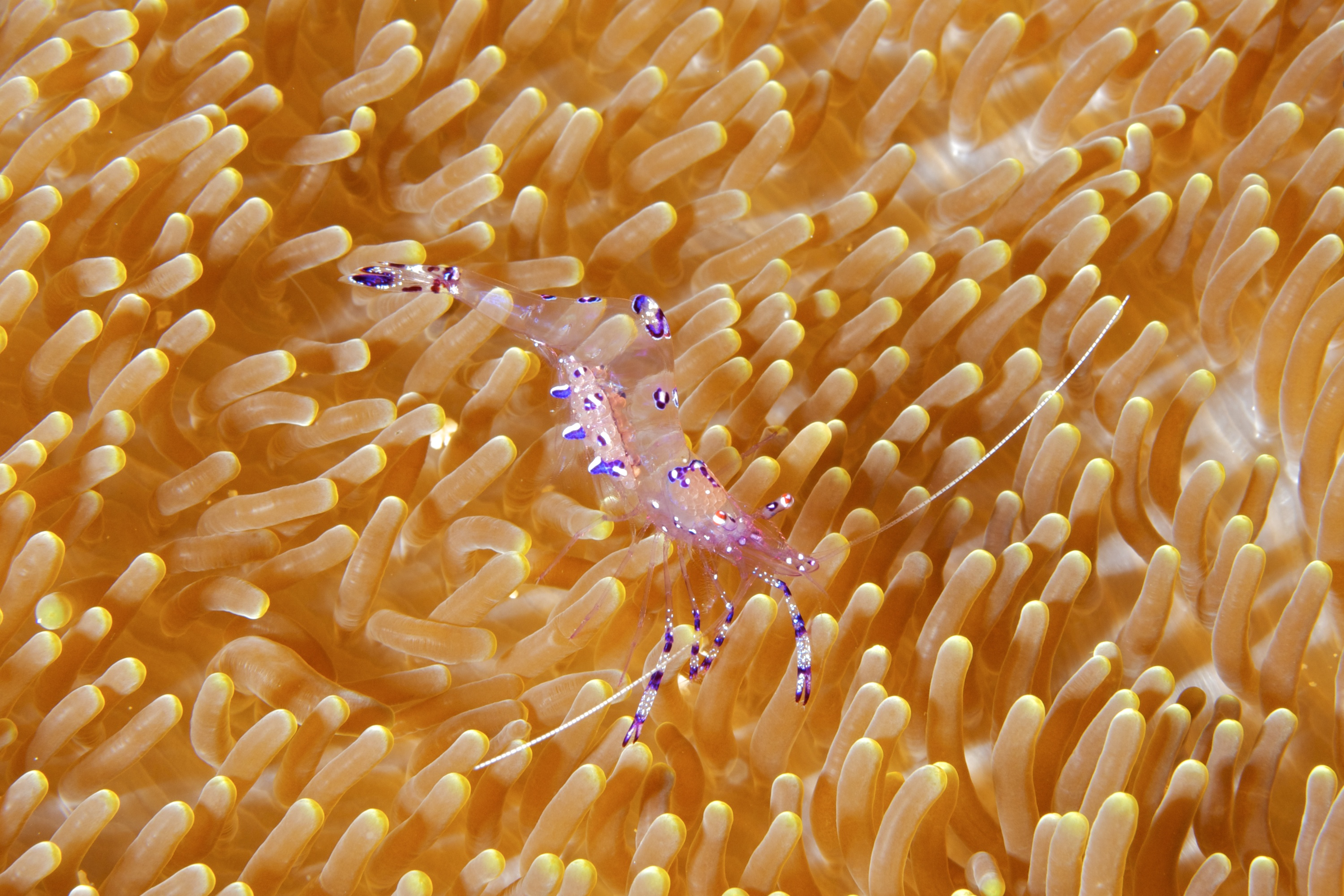
Ancylomenes sarasvati

- sous-famille Palaemoninae Rafinesque, 1815
  - Actinimenes Duris & Horka, 2017
  - Allopontonia Bruce, 1972
  - Altopontonia Bruce, 1990
  - Ancylocaris Schenkel, 1902
  - Allobrachium Jayachandran, 2001
  - Arachnochium Wowor & Ng, 2010
  - Brachycarpus Spence Bate, 1888
  - Calathaemon Bruce & Short, 1993
  - Coutierella Sollaud, 1914
  - Creaseria Holthuis, 1950
  - Cryphiops Dana, 1852
  - Exopalaemon Holthuis, 1950
  - Leander Desmarest, 1849
  - Leandrites Holthuis, 1950
  - Leptocarpus Holthuis, 1950
  - Leptopalaemon Bruce & Short, 1993
  - Macrobrachium Spence Bate, 1868
  - Nematopalaemon Holthuis, 1950
  - Neopalaemon H.H.Jr. Hobbs, 1973
  - Palaemon Weber, 1795
  - Palaemonetes Heller, 1869
  - Pseudopalaemon Sollaud, 1911
  - Rhopalaemon Ashelby & De Grave, 2010
  - Tenuipedium Wowor & Ng, 2010
  - Troglindicus Sankolli & Shenoy, 1979
  - Troglocubanus Holthuis, 1949
  - Troglomexicanus Villalobos, Alvarez & Iliffe, 1999
  - Urocaridella Borradaile, 1915
- sous-famille Pontoniinae Kingsley, 1878
  - Allopontia Bruce, 1972
  - Altopontonia Bruce, 1990
  - Amphipontonia Bruce, 1991
  - Anapontonia Bruce, 1966
  - Anchiopontonia Bruce, 1992d
  - Anchistus Borradaile, 1898
  - Anchistus Borradaile, 1898
  - Ancylomenes Okuno & Bruce, 2010
  - Anisomenaeus Bruce, 2010c
  - Apopontonia Bruce, 1976
  - Araiopontonia Fujino and Miyake, 1970
  - Ascidonia Fransen, 2002
  - Balssia Kemp, 1922
  - Blepharocaris Mitsuhashi & Chan, 2007
  - Brucecaris Marin & Chan, 2006
  - Bruceonia Fransen, 2002
  - Cainonia Bruce, 2005
  - Carinopontonia Bruce, 1988
  - Chacella Bruce, 1986
  - Climeniperaeus Bruce, 1995
  - Colemonia Bruce, 2005
  - Conchodytes Peters, 1852
  - Coralliocaris Stimpson, 1860
  - Coutierea Nobili, 1901
  - Crinotonia Marin, 2006
  - Ctenopontonia Bruce, 1979
  - Cuapetes Clark, 1919
  - Dactylonia Fransen, 2002
  - Dasella Lebour, 1945
  - Dasycaris Kemp, 1922
  - Dasygius
  - Diapontonia Bruce, 1986
  - Epipontonia Bruce, 1977
  - Eupontonia Bruce, 1971
  - Exoclimenella Bruce, 1995
  - Exopontonia Bruce, 1988
  - Fennera Holthuis, 1951
  - Hamiger Borradaile, 1916
  - Hamodactyloides Fujino, 1973
  - Hamodactylus Holthuis, 1952
  - Hamopontonia Bruce, 1970
  - Harpiliopsis Borradaile, 1917
  - Harpilius Dana, 1852a
  - Holthuisaeus Anker & De Grave, 2010
  - Ischnopontonia Bruce, 1966
  - Isopontonia Bruce, 1982
  - Izucaris Okuno, 1999a
  - Jocaste Holthuis, 1952
  - Laomenes Clark, 1919
  - Leptomenaeus Bruce, 2007b
  - Lipkebe Chace, 1969
  - Lipkemenes Bruce & Okuno, 2010
  - Manipontonia Bruce, Okuno & Li, 2005
  - Margitonia Bruce, 2007c
  - Mesopontonia Bruce, 1967b
  - Metapotonia Bruce, 1967
  - Miopotonia Bruce, 1985
  - Neoanchistus Bruce, 1975
  - Neoclimenes Mitsuhashi, Li & Chan, 2010
  - Neopericlimenes Heard, Spotte & Bubucis, 1993
  - Neopontonides Holthuis, 1951
  - Nippontonia Bruce & Bauer, 1997
  - Notopontonia Bruce, 1991
  - Odontonia Fransen, 2002
  - Onycocaridella Bruce, 1981
  - Onycocaridites Bruce, 1987
  - Onycocaris Nobili, 1904
  - Onycomenes Bruce, 2009a
  - Orthopontonia Bruce, 1982
  - Palaemonella Dana, 1852
  - Paraclimenaeus Bruce, 1988
  - Paraclimenes Bruce, 1995
  - Paranchistus Holthuis, 1952
  - Parapontonia Bruce, 1968
  - Paratypton Balss, 1914
  - Patonia Mitsuhashi & Chan, 2006
  - Periclimenaeus Borradaile, 1915
  - Periclimenella Bruce, 1995
  - Periclimenes Costa, 1844
  - Pericliminoides Bruce, 1990
  - Philarius Holthuis, 1952
  - Phycomenes Bruce, 2008e
  - Pinnotheronia Marin & Paulay, 2010
  - Platycaris Holthuis, 1952
  - Platypontonia Bruce, 1968
  - Plesiomenaeus Bruce, 2009b
  - Plesiopontonia Bruce, 1985
  - Pliopontonia Bruce, 1973
  - Pontonia Latreille, 1829
  - Pontonides Borradaile, 1917
  - Pontoniopsides Bruce, 2005e
  - Pontoniopsis Borradaile, 1915
  - Poripontonia Fransen, 2003
  - Propontonia Bruce, 1969
  - Pseudoclimenes Bruce, 2008c
  - Pseudocoutierea Holthuis, 1951b
  - Pseudopontonia Bruce, 1992d
  - Pseudopontonides Heard, 1986
  - Pseudoveleronia Marin, 2008b
  - Rapipontonia Marin, 2007c
  - Rostronia Fransen, 2002
  - Sandimenes Li, 2009
  - Sandyella Marin, 2009c
  - Stegopontonia Nobili, 1906
  - Tectopontonia Bruce, 1973
  - Thaumastocaris Kemp, 1922
  - Tuleariocaris Hipeau-Jacquotte, 1965
  - Typton O. G. Costa, 1844
  - Typton O.G. Costa, 1844a
  - Typtonoides Bruce, 2010j
  - Typtonychus Bruce, 1996
  - Unguicaris Marin & Chan, 2006
  - Urocaris Stimpson, 1860a
  - Veleronia Holthuis, 1951
  - Veleroniopsis Gore, 1981
  - Vir Holthuis, 1952
  - Waldola Holthuis, 1951
  - Yemenicaris Bruce, 1997a
  - Zenopontonia Bruce, 1975

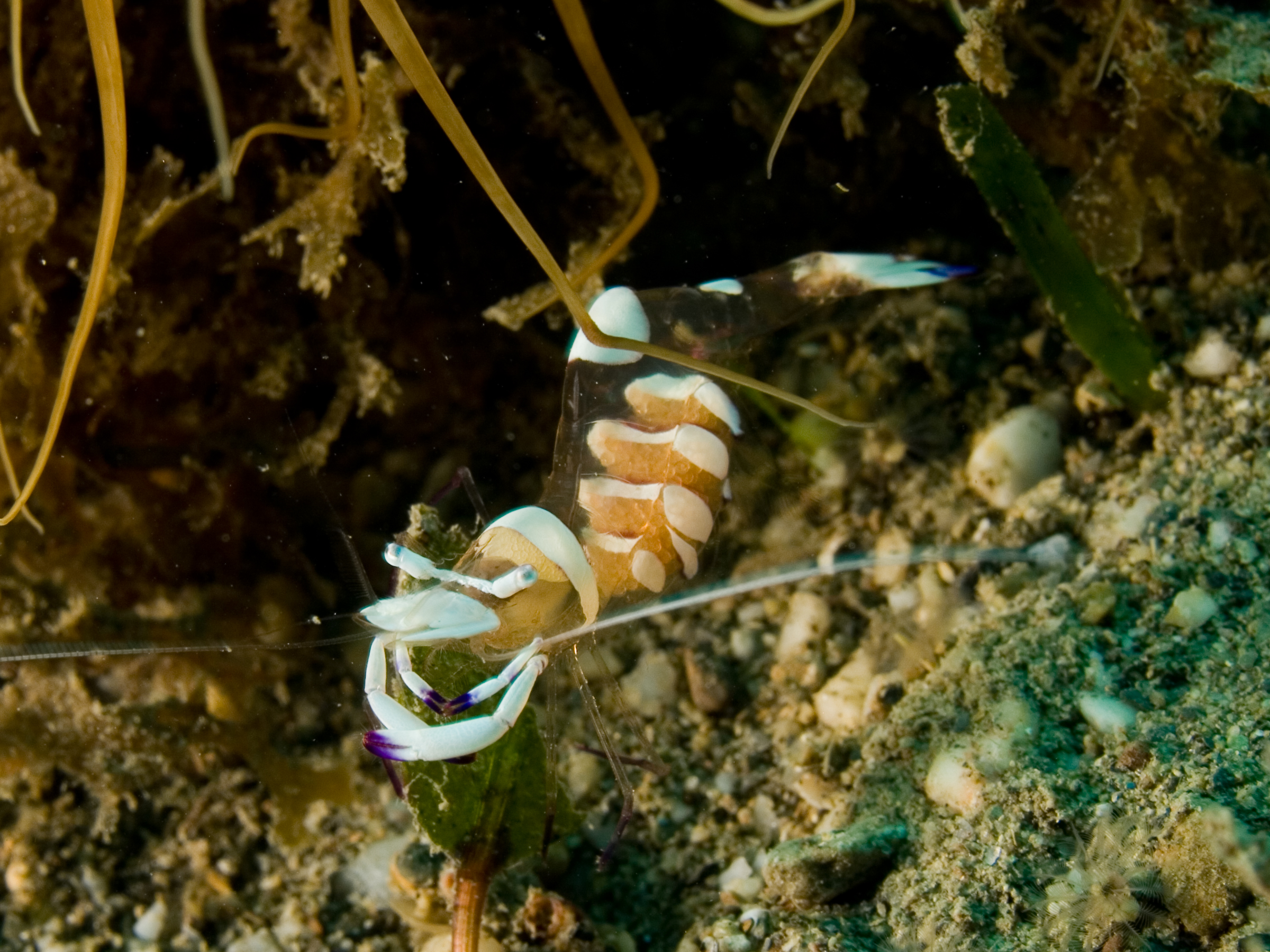
Ancylomenes magnificus
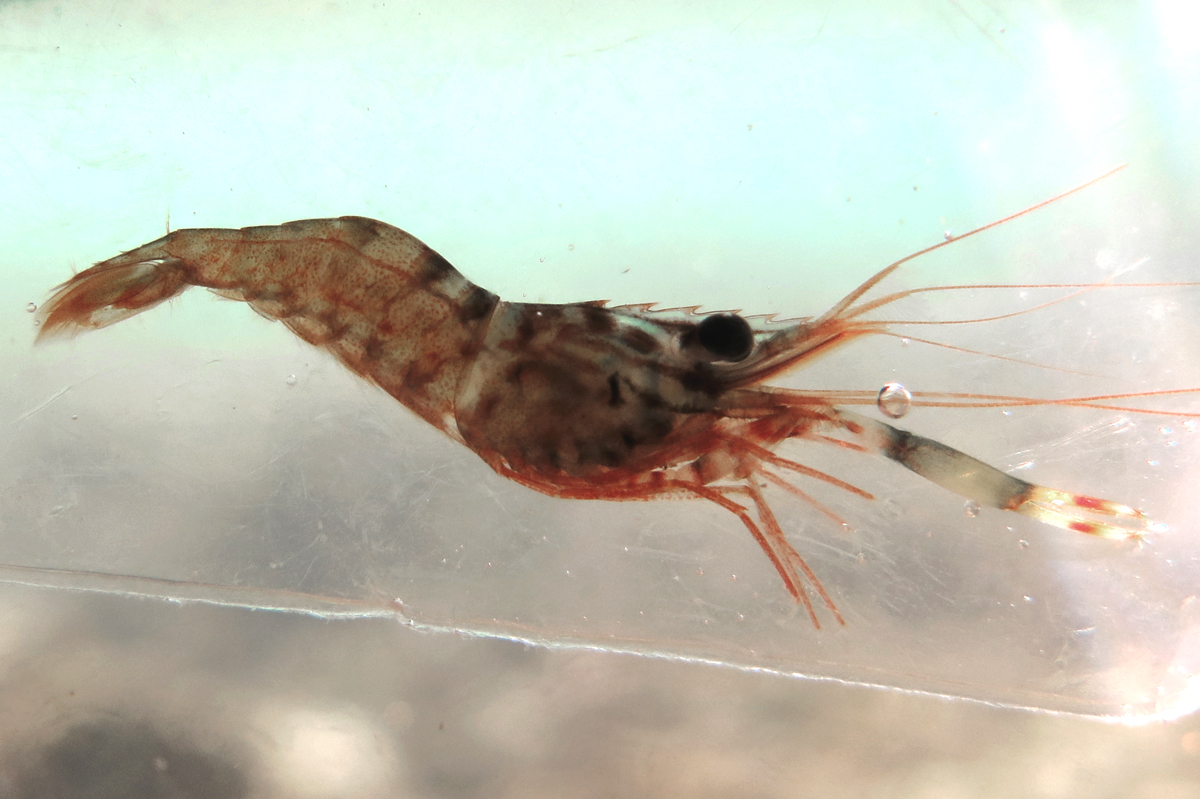
Brachycarpus biunguiculatus
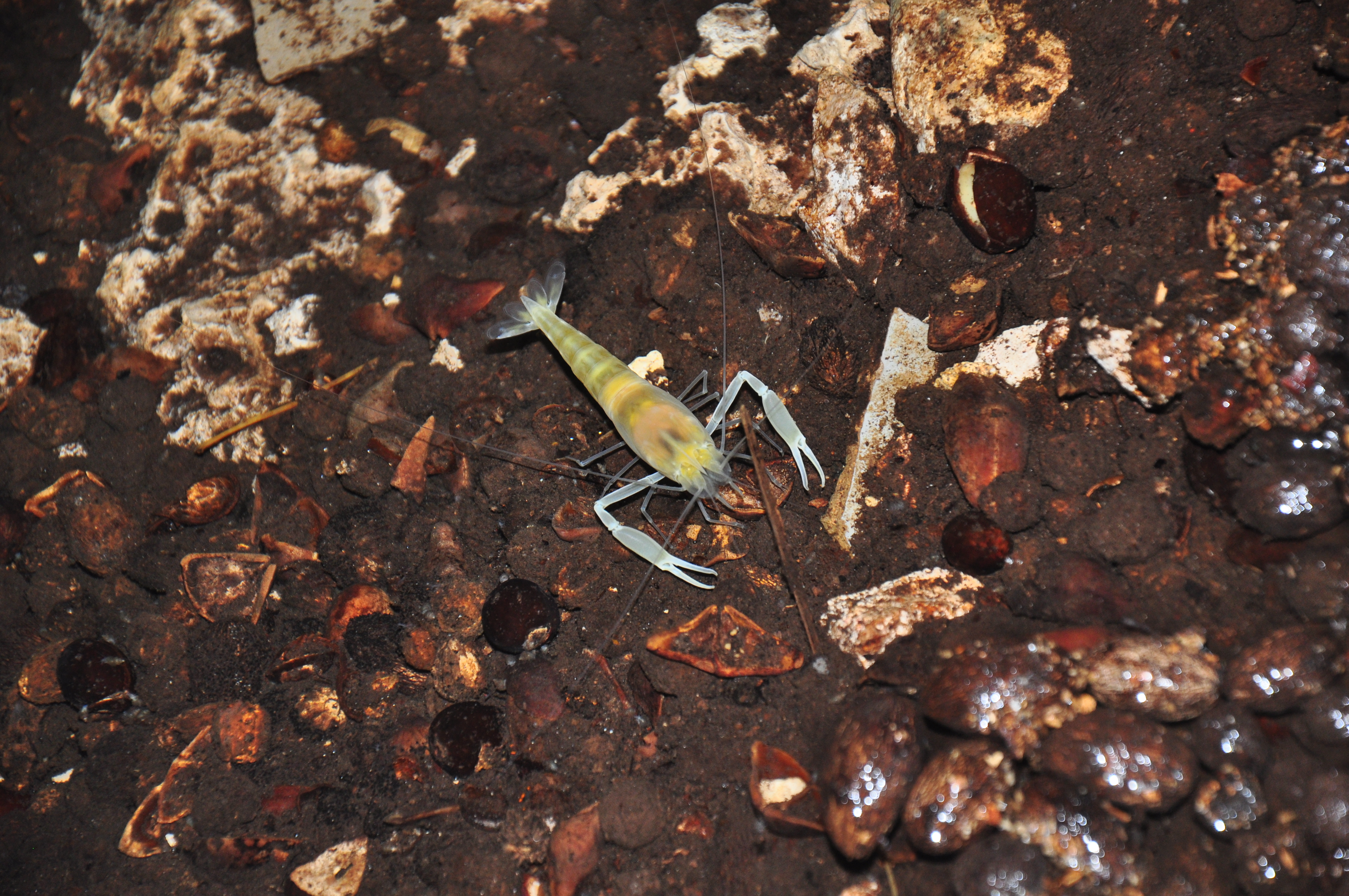
Creaseria morleyi'
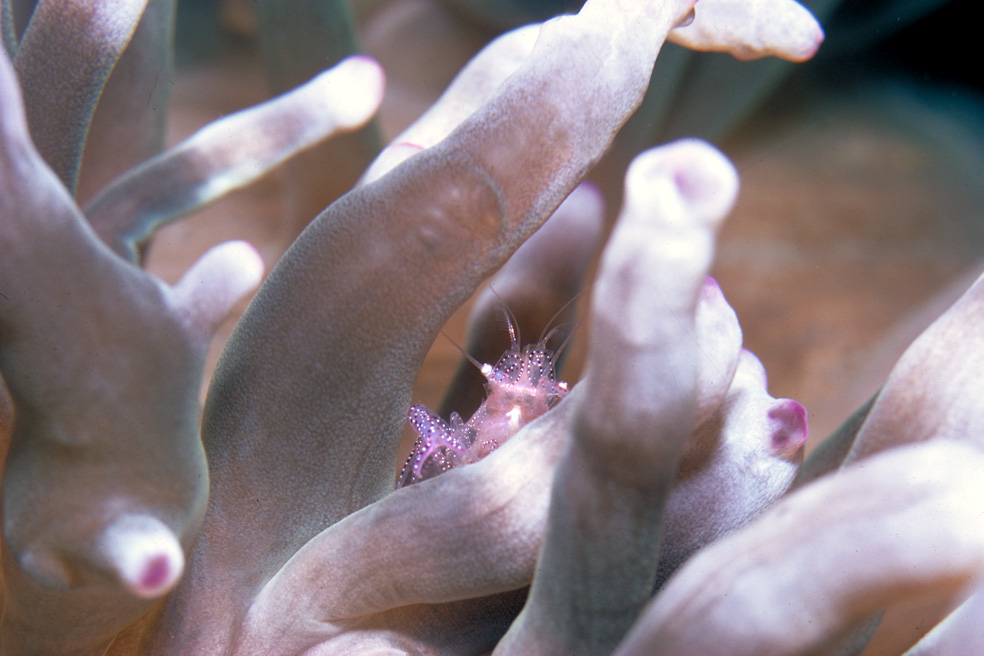
Cuapetes tenuipes
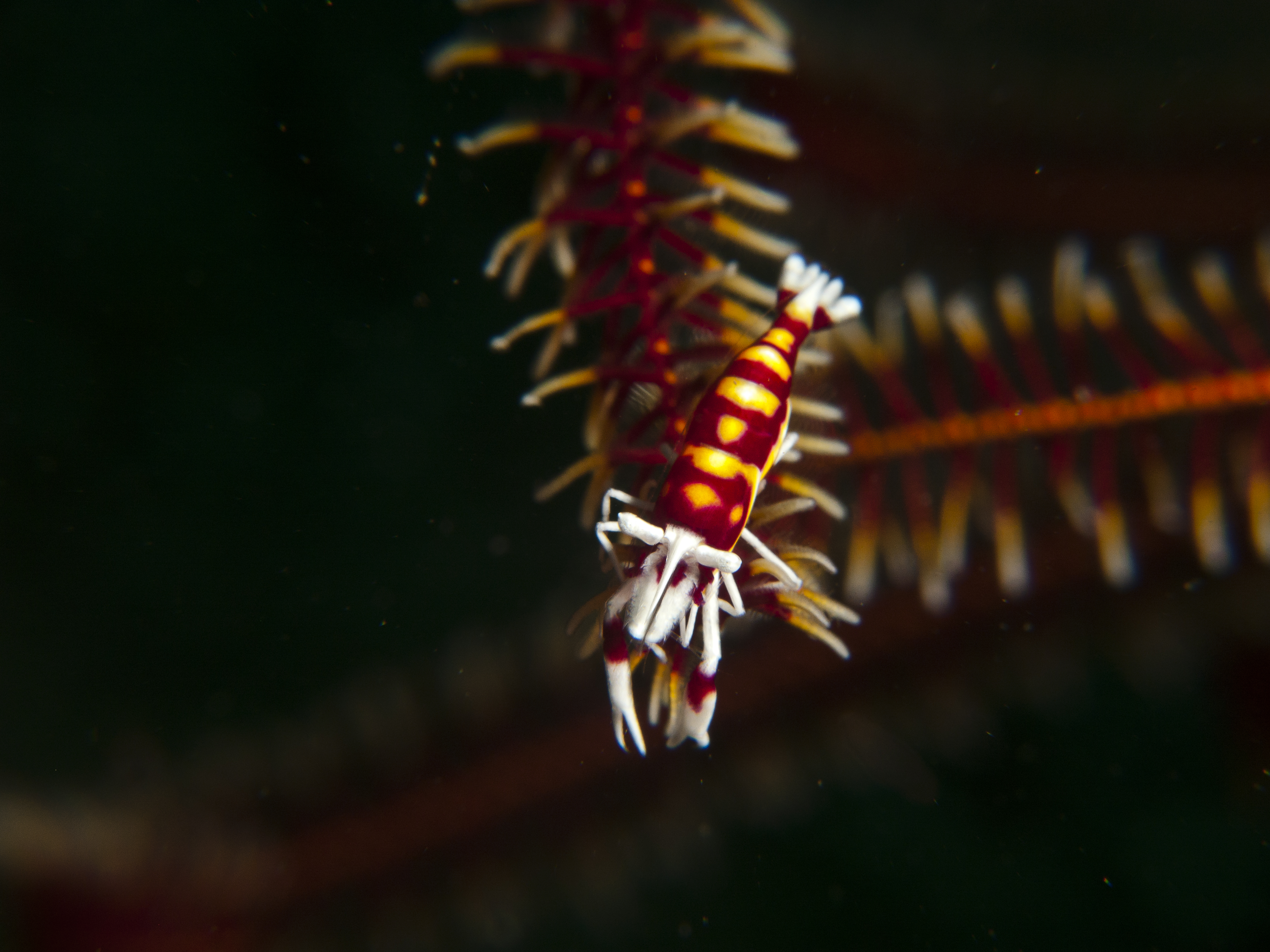
Laomenes cornutus
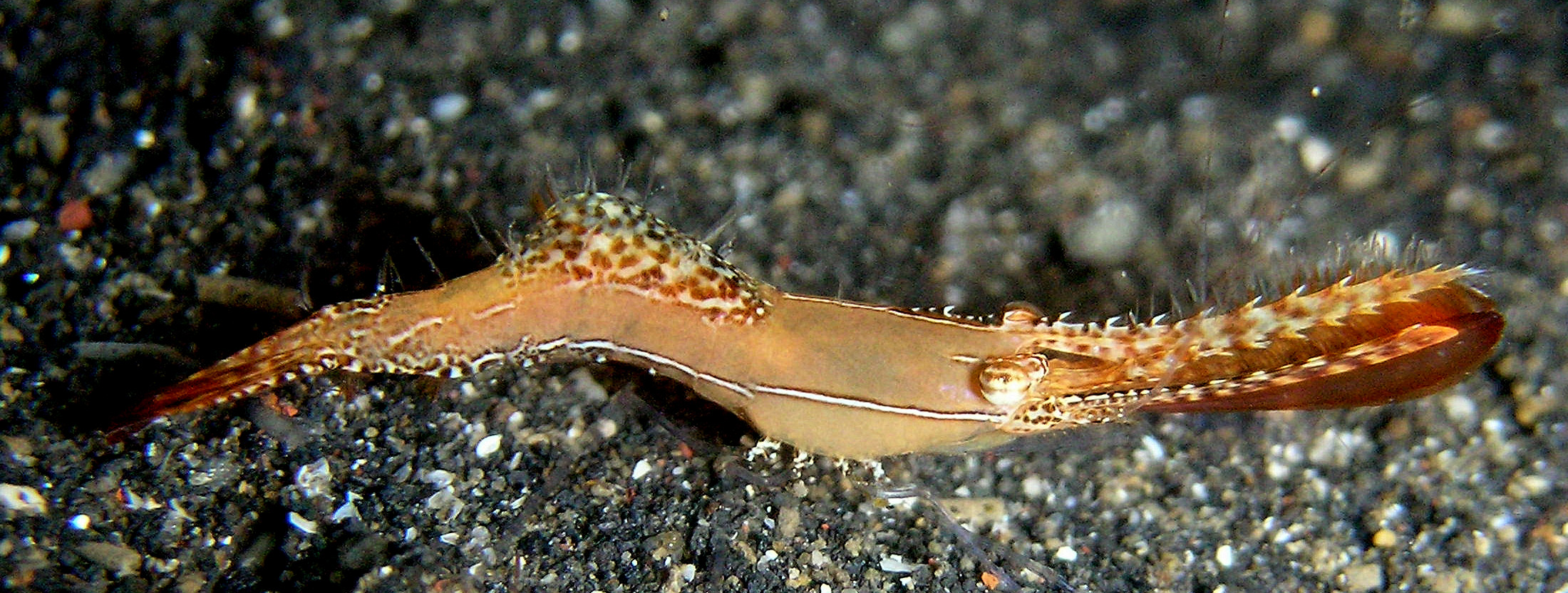
Leander plumosus
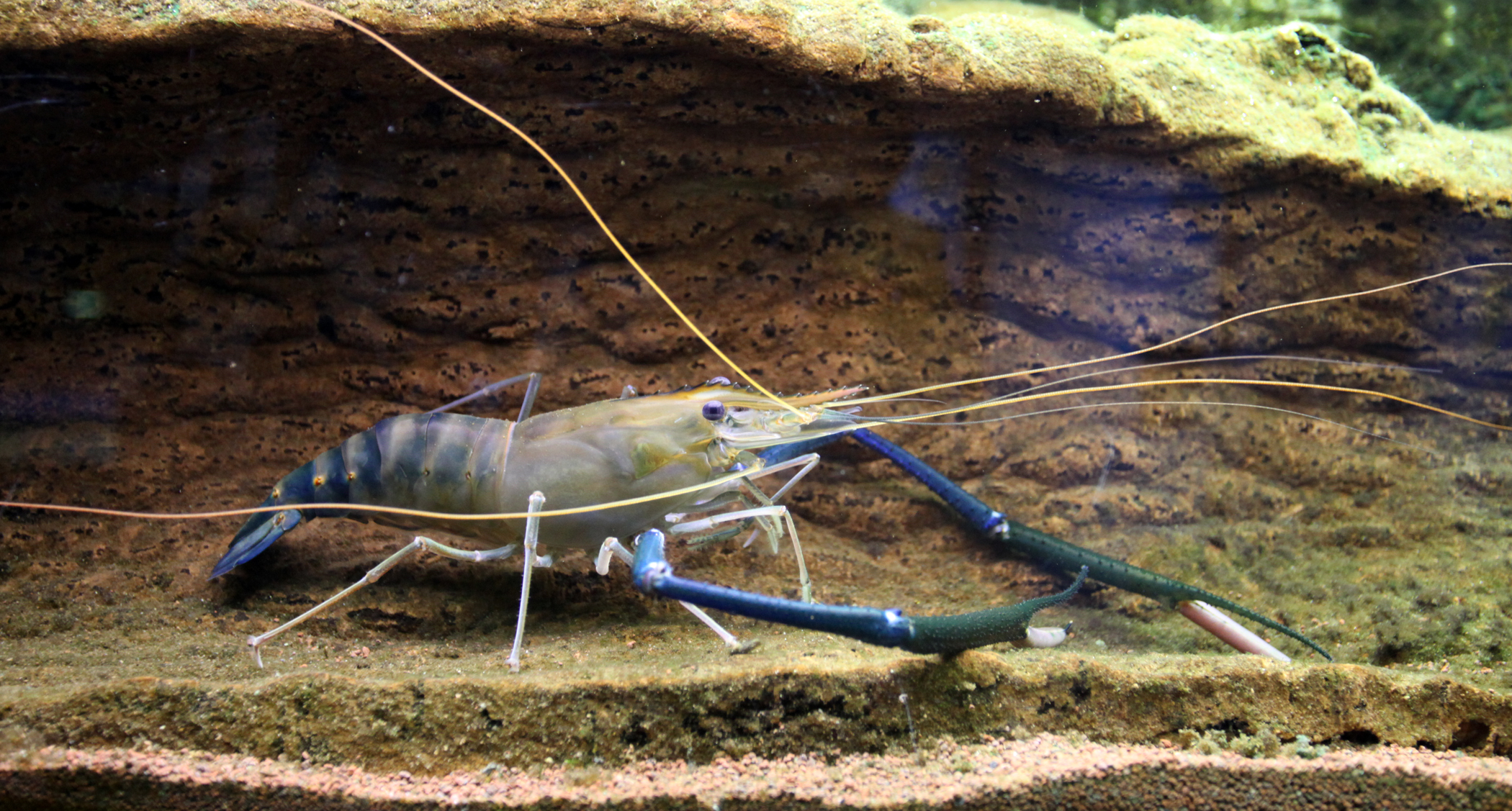
Macrobrachium rosenbergii
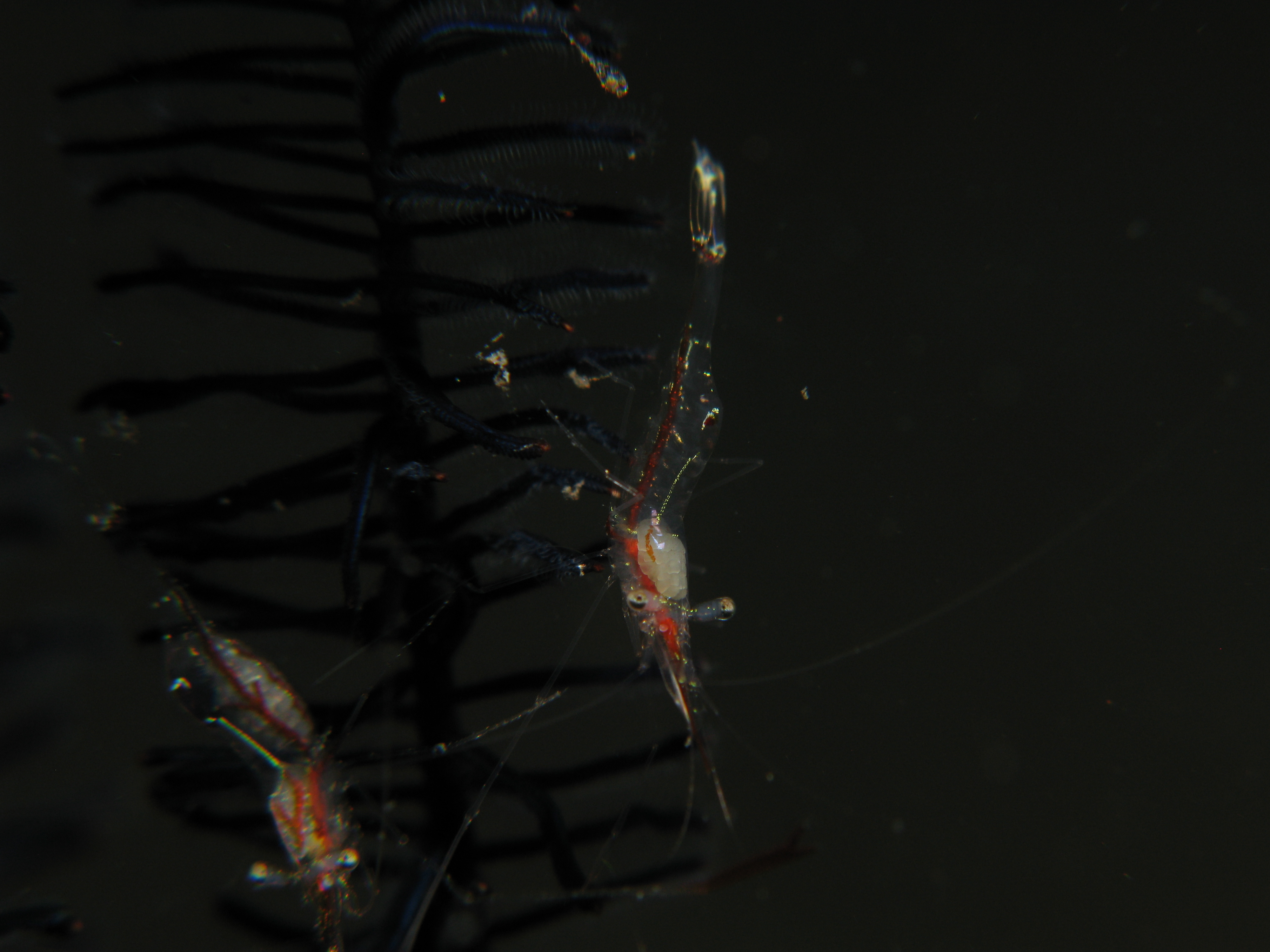
Manipontonia psamathe
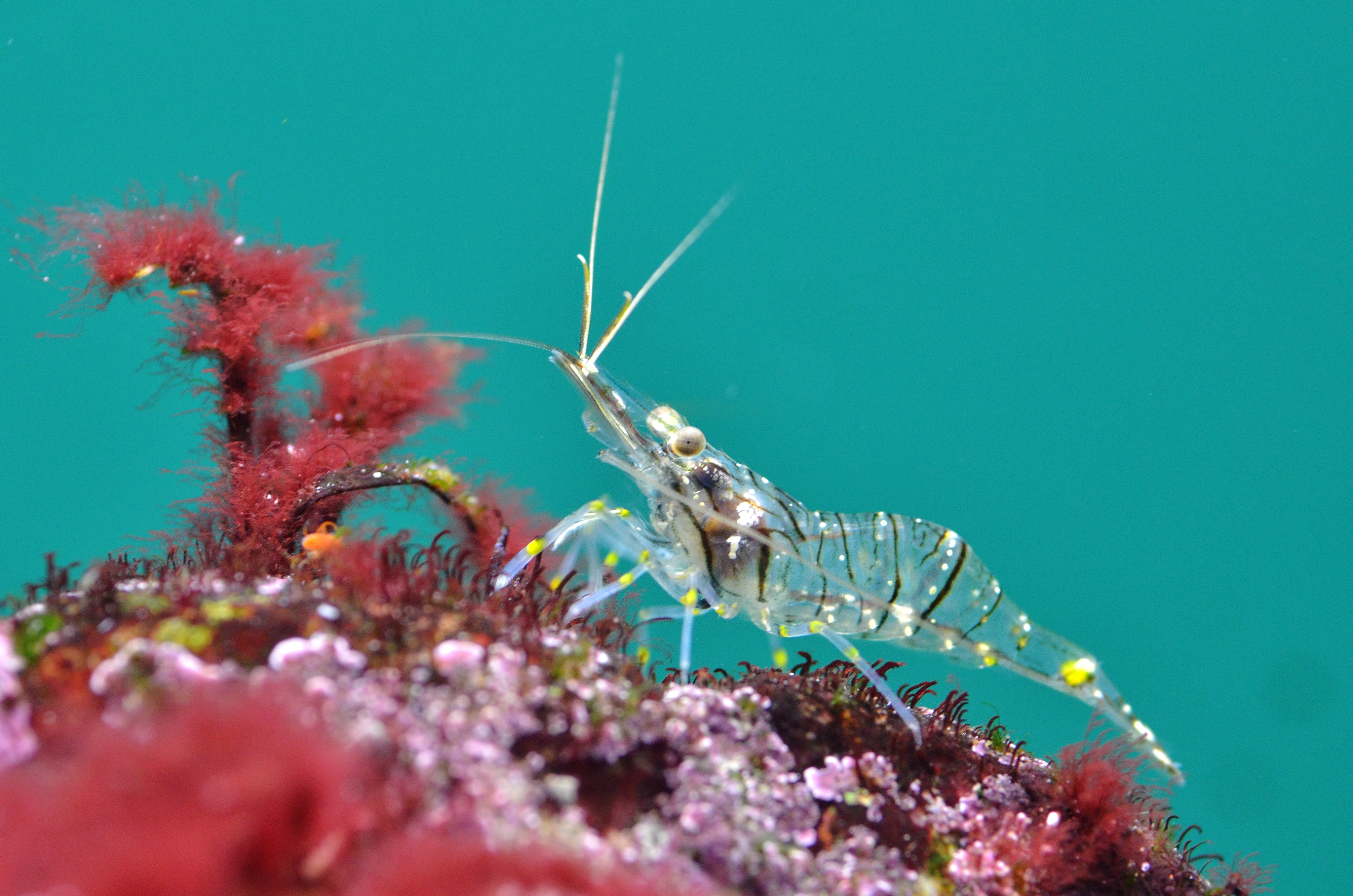
Palaemon serratus
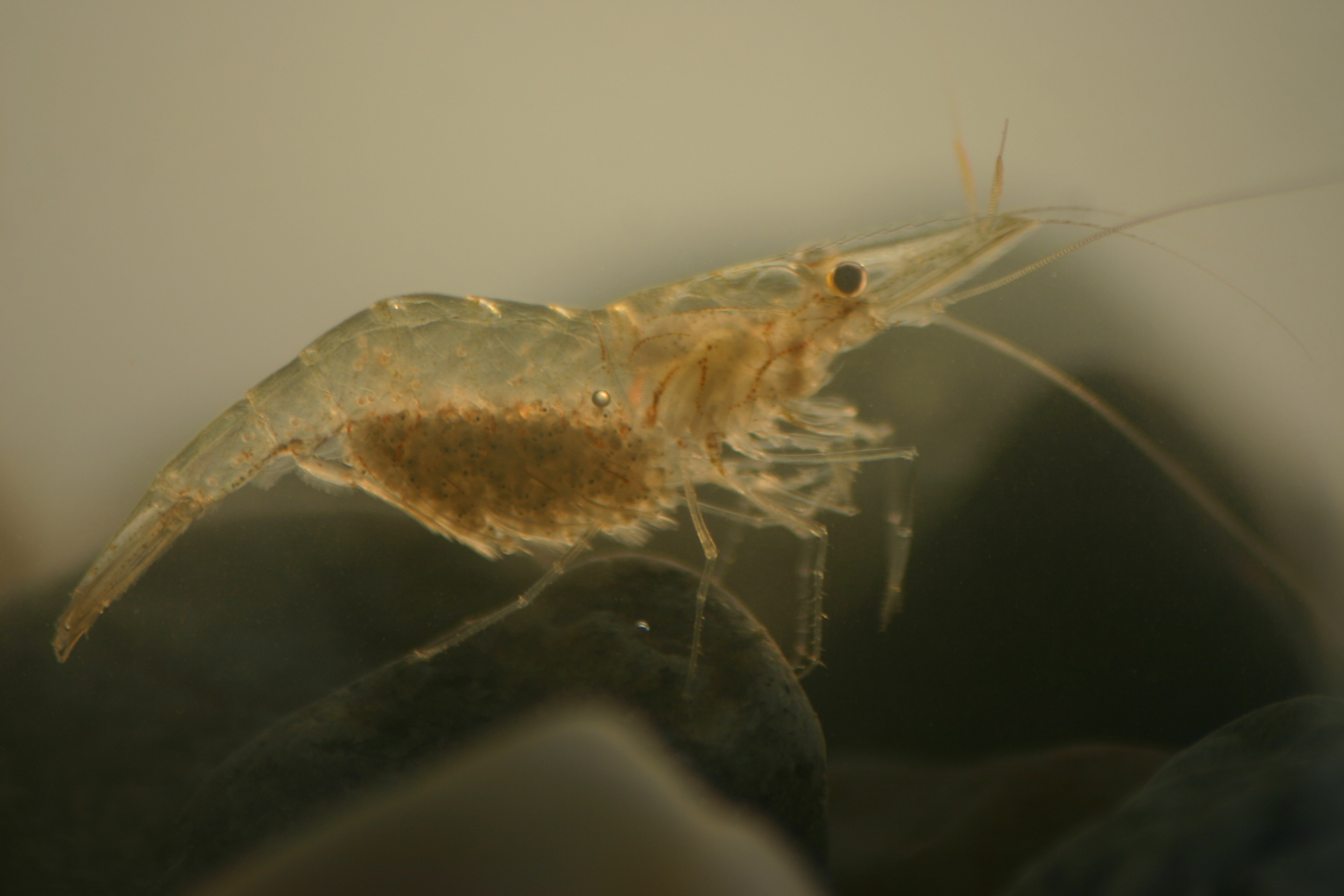
Palaemonetes pugio
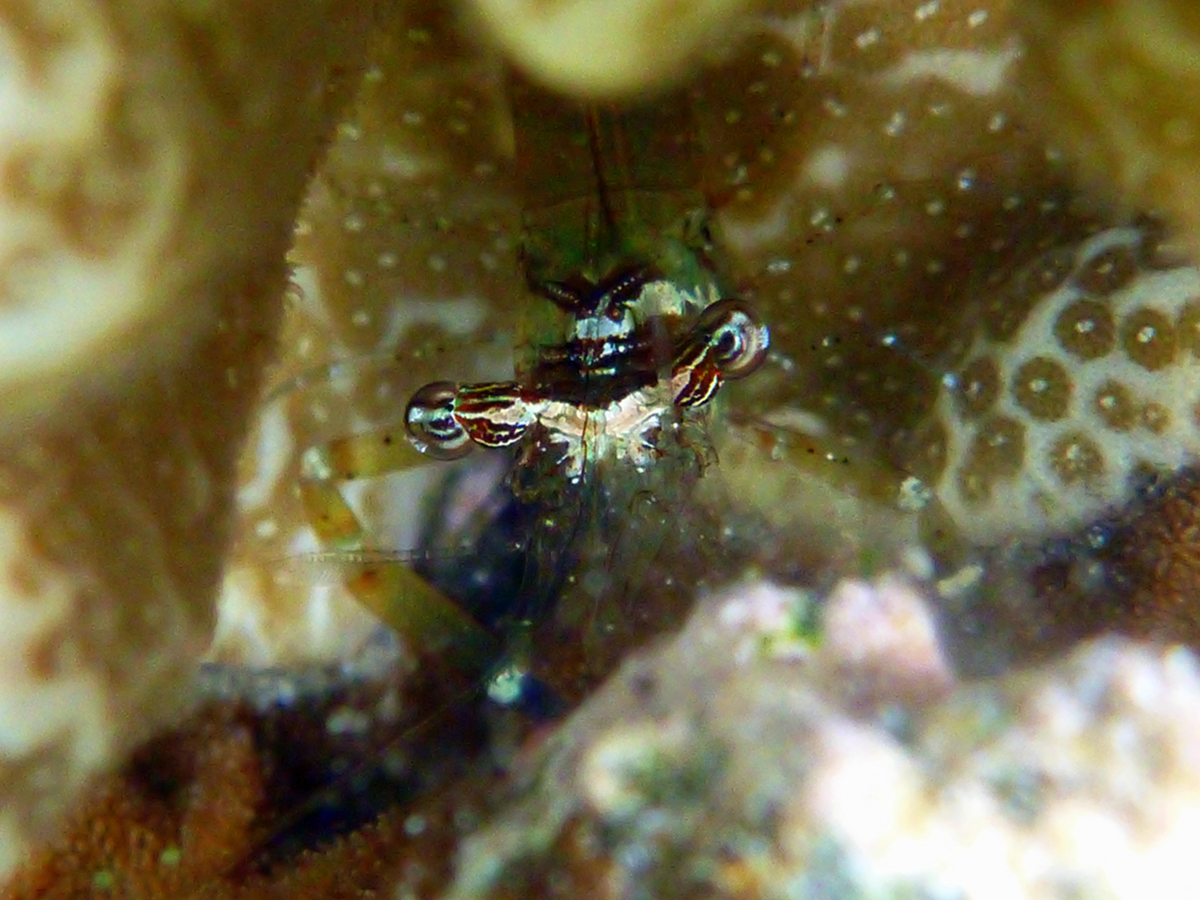
Periclimenella spinifera
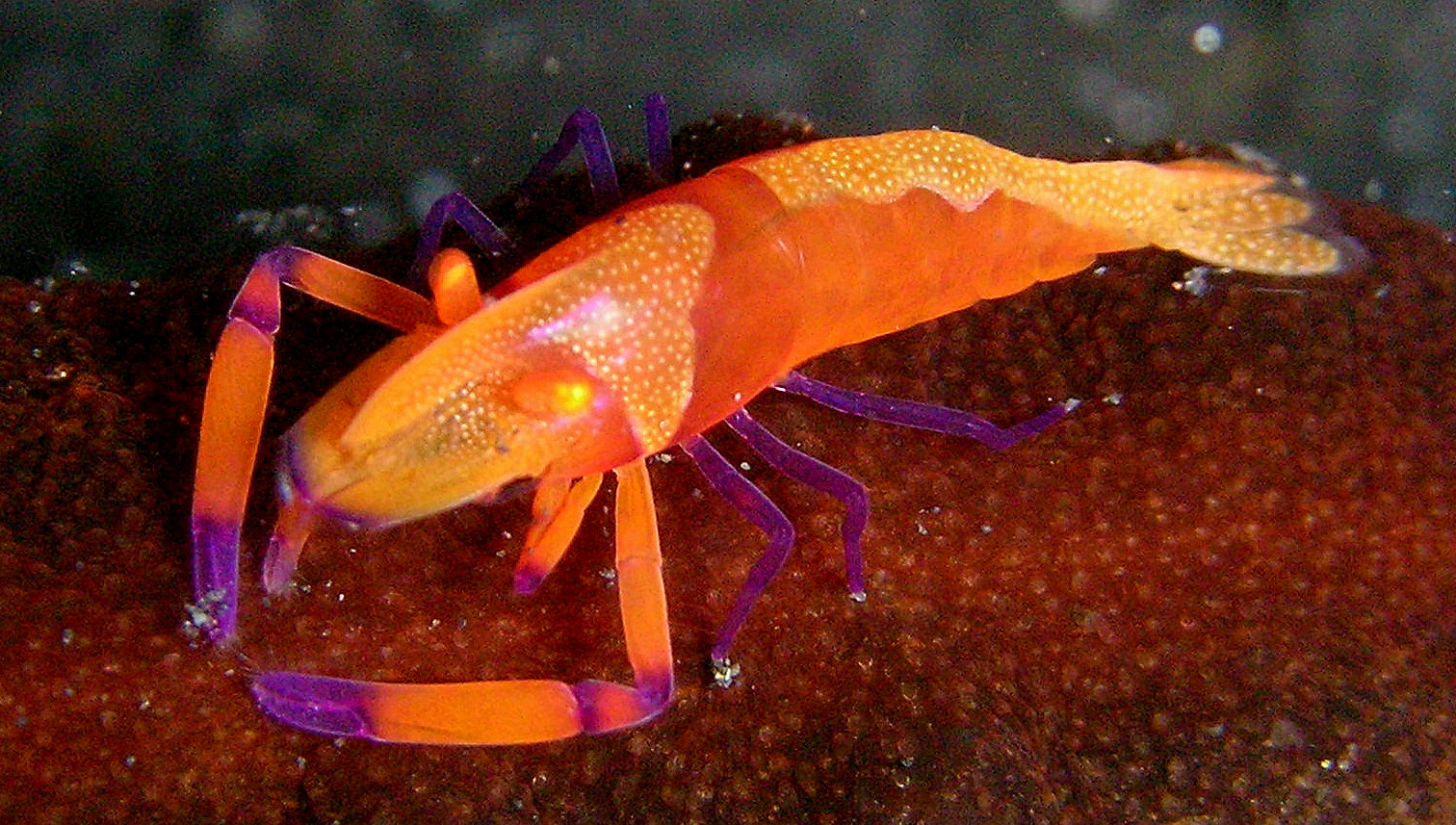
Periclimenes imperator
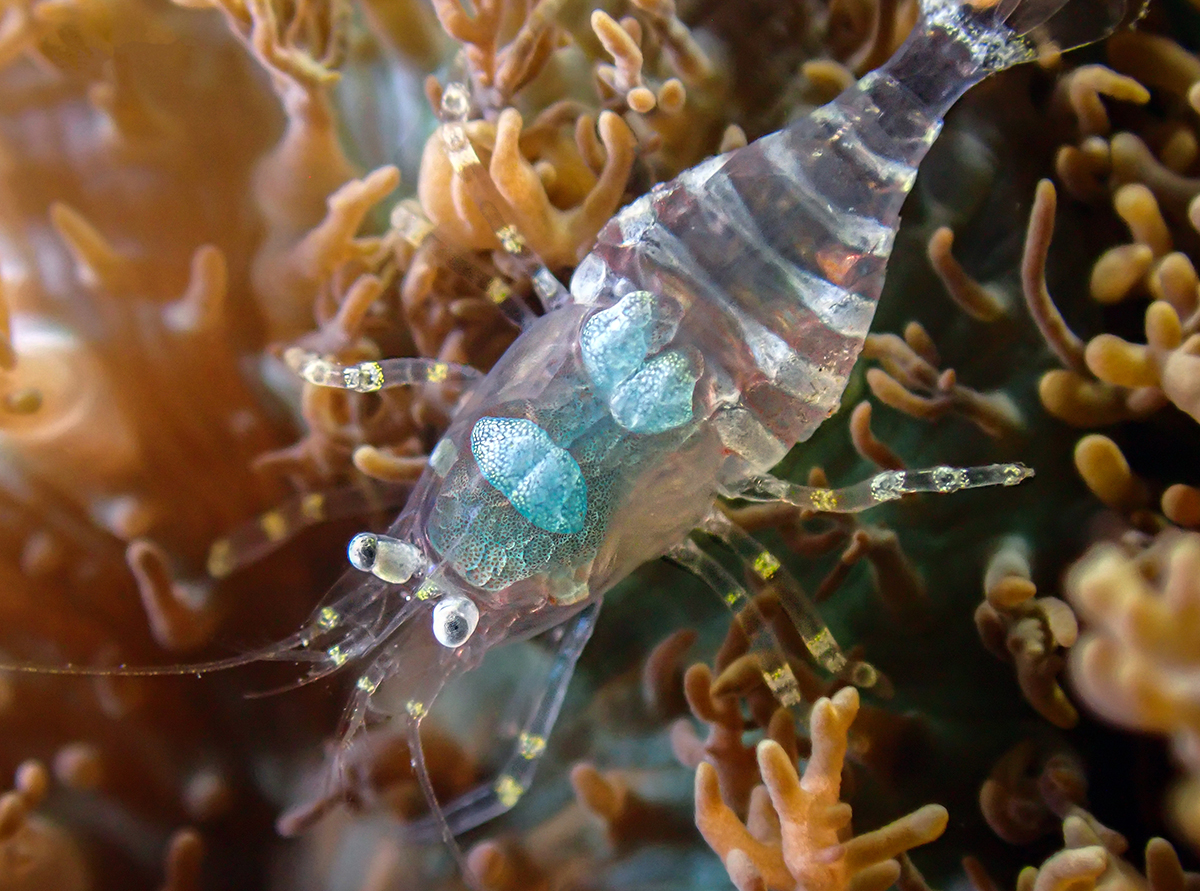
Pliopontonia furtiva
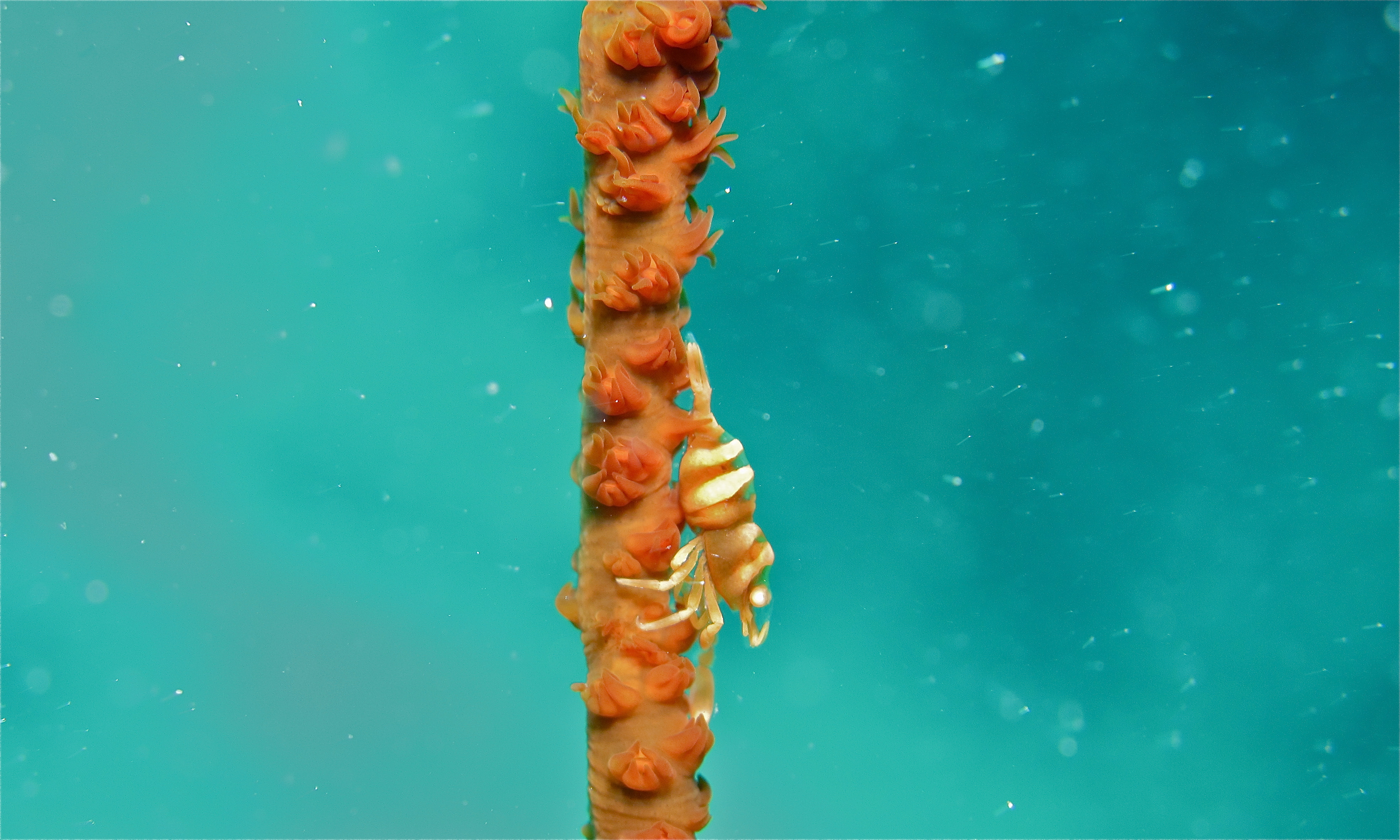
Pontonides unciger
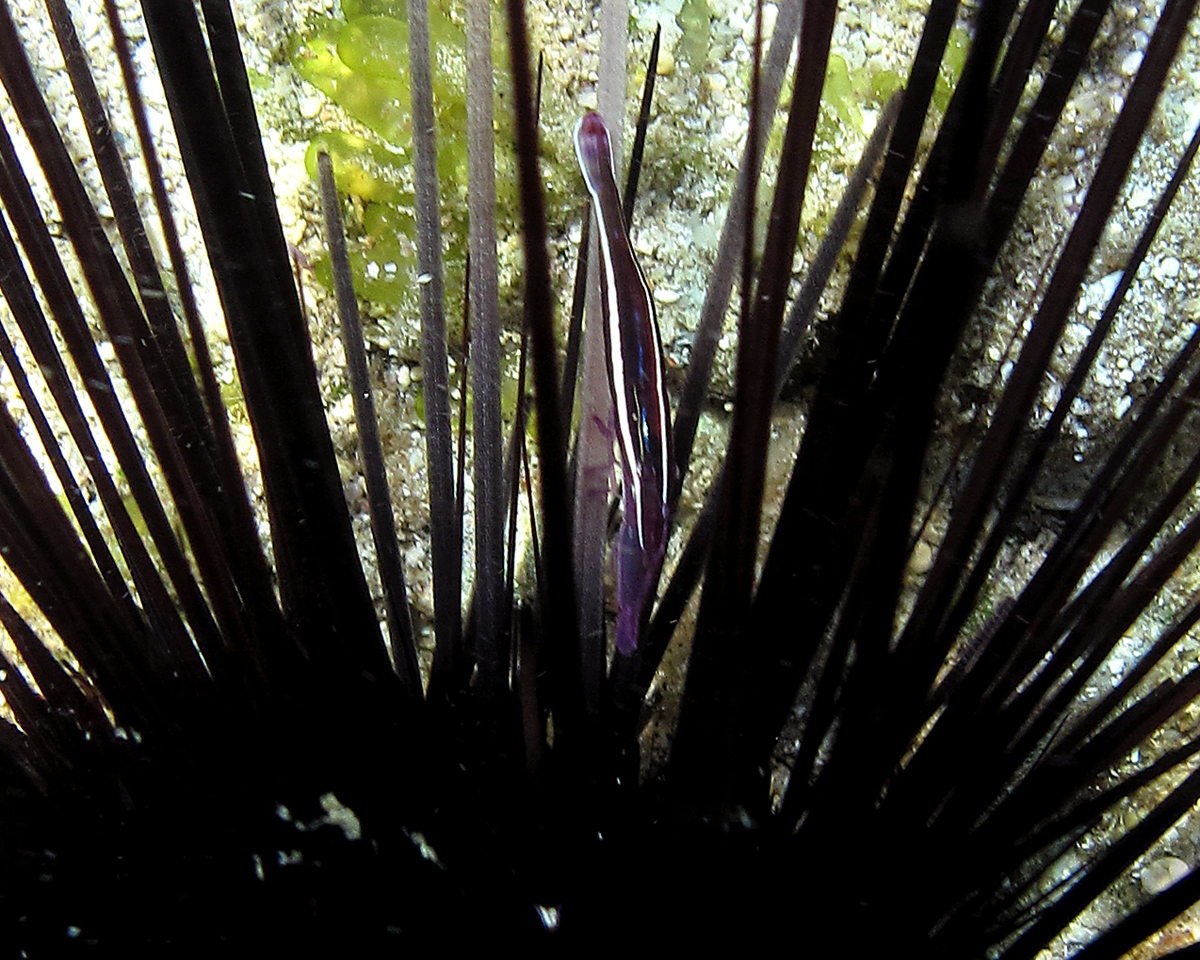
Stegopontonia commensalis
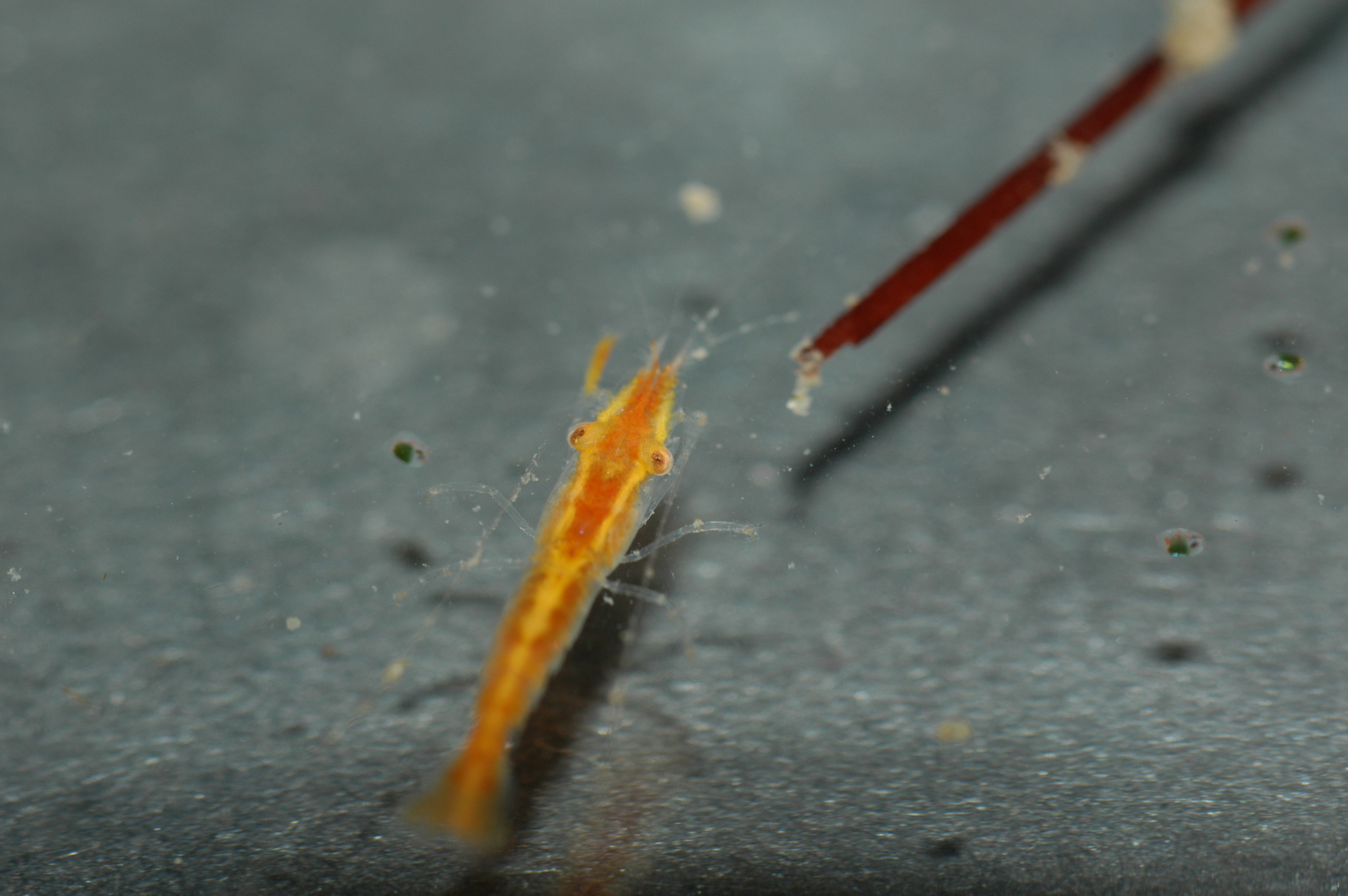
Tuleariocaris neglecta
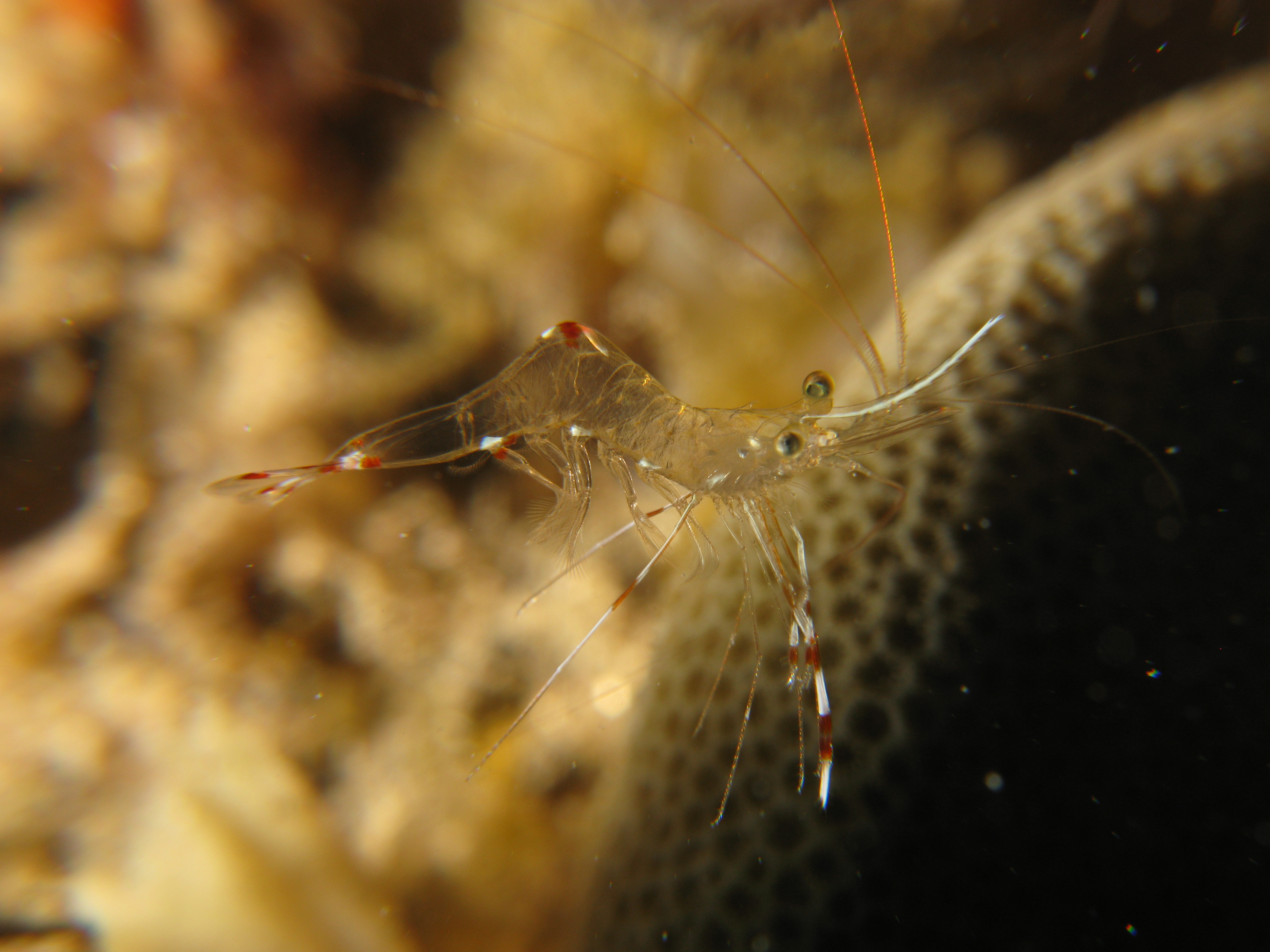
Urocaridella Antonbruunii
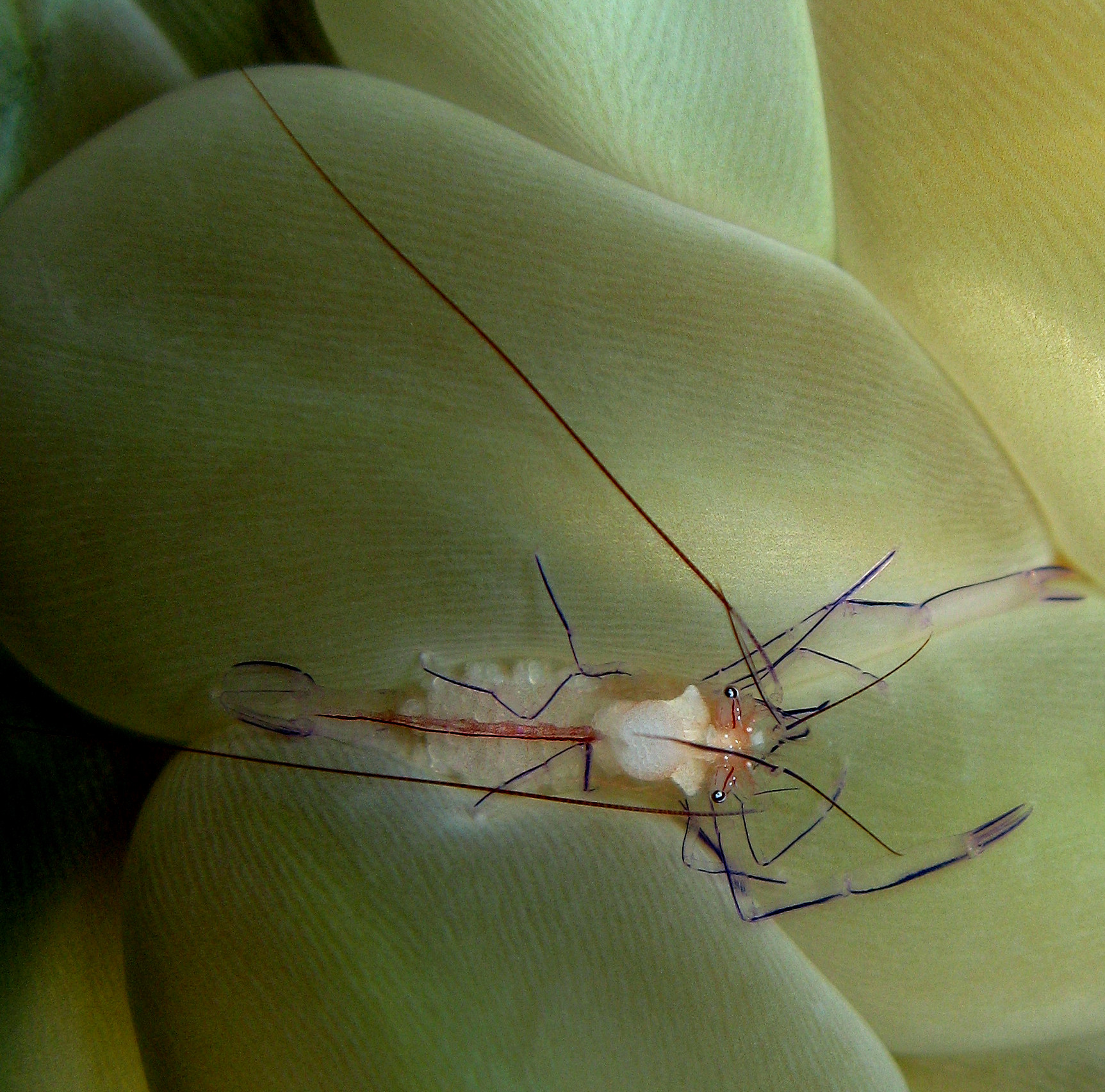
Vir philippinensis